# Balaka microcarpa
Balaka microcarpa (лат.) — вид из рода Балака (Balaka) семейства Пальмовые (Arecaceae). Эндемик островов Фиджи.

## Распространение
Имеет ограниченный ареал, встречаясь только в юго-восточной части острова Вити-Леву в архипелаге Фиджи на высоте от 100 до 200 м. Растёт во влажных лесах, где в год выпадает в среднем 4000 мм осадков и отсутствует засушливый сезон.
Согласно Красной книге МСОП вид находится в опасном состоянии.

## Биологическое описание
Balaka microcarpa — дерево высотой до 13 м. Является медленно растущим растением. В возрасте 45 лет могут достигать высоты всего 5 м. Диаметр ствола — 8 см. Длина листьев — 1,5 м. Черешок листа короткий. На каждом листе по 12—16 листочков с каждый стороны. Листочки вытянуто-сигмовидные, суженные от середины до пазухи и зазубренного конуса нарастания. Длина листочков — до 56 см, ширина — около 10,5 см. В верхней части образуется компактная крона в составе 7—10 листьев.
На главной оси соцветия два-три парциальных соцветия. Ось соцветия длиной 12-23 см. Мужские цветки длиной 5 мм, красно-коричневые с зелёной чашечкой, 28—32 тычинки, выступающий пистоллодий светло-жёлтого цвета. Лепестки женского цветка размером 4—5 мм. Плоды длиной 1,4—1,8 см, диаметром 7—9 мм. Имеет овальную форму. Созревший плод имеет ярко-красный цвет.